# مسابقات جهانی تنیس روی میز ۱۹۴۷
مسابقات جهانی تنیس روی میز ۱۹۴۷ (انگلیسی: 1947 World Table Tennis Championships) چهاردهمین دوره مسابقات جهانی تنیس روی میز است که در شهر پاریس، فرانسه برگزار شده است.
این مسابقات از ۲۵ فوریه تا ۷ مارس ۱۹۴۷ در دو بخش تیمی و انفرادی انجام شده است.